# Figlie della Presentazione di Maria Santissima al Tempio
Le Figlie della Presentazione di Maria Santissima al Tempio sono un istituto religioso femminile di diritto pontificio: le suore di questa congregazione pospongono al loro nome la sigla F.P.M.T.

## Storia
La congregazione fu fondata il 7 aprile 1833 a Como da Francesca Butti e Maria Rossi incoraggiate dal loro confessore, Giuseppe Cavadini.
La prima filiale fu aperta a Cantù nel 1881; sotto il governo di Francesca Marchesoli, prima superiora generale delle Figlie della Presentazione, la congregazione si diffuse nelle regioni centro-settentrionali d'Italia.
L'istituto ricevette il pontificio decreto di lode il 20 marzo 1934 e le sue costituzioni furono approvate definitivamente dalla Santa Sede il 4 marzo 1941.

## Attività e diffusione
Le finalità dell'istituto sono l'istruzione e l'educazione cristiana della gioventù, la cura dei malati e le opere parrocchiali.
Oltre che in Italia, sono presenti in India, Gibuti e Somalia; la sede generalizia è a Como.
Alla fine del 2008 la congregazione contava 380 religiose in 53 case.